# Préaux (Mayenne)
Préaux è un comune francese di 182 abitanti situato nel dipartimento della Mayenne nella regione dei Paesi della Loira.

## Società

### Evoluzione demografica
Abitanti censiti